# Sotto inchiesta (serie televisiva)
Sotto inchiesta (Under Suspicion) è una serie televisiva statunitense in 18 episodi trasmessi per la prima volta nel corso di una sola stagione dal 1994 al 1995.
È una serie del genere poliziesco incentrata su una stazione di polizia di Portland, nell'Oregon, in cui Rose "Phil" Phillips è l'unica detective donna in una squadra di maschilisti.

## Personaggi e interpreti
- detective Rose "Phil" Phillips (1994-1995), interpretata da Karen Sillas.
- Patsi Moosekian, interpretata da Arabella Field.
- Frieda (3 episodi, 1994-1995), interpretata da Sherilyn Lawson.
- Coroner (3 episodi, 1994), interpretato da Doug Baldwin.
- detective James Vitelli (2 episodi, 1994-1995), interpretato da Philip Casnoff.
- tenente Mickey Schwartz (2 episodi, 1994-1995), interpretato da Seymour Cassel.
- detective Desmond Beck (2 episodi, 1994-1995), interpretato da Michael Beach.
- detective Patrick Clarke (2 episodi, 1994), interpretato da Paul McCrane.
- detective Lou Barbini (2 episodi, 1994), interpretato da Richard Foronjy.
- Mr. Toolbox (2 episodi, 1994-1995), interpretato da Joseph Limbaugh.
- ufficiale DeBrisio (2 episodi, 1994-1995), interpretato da Marty Ryan.
- Caroline Curry Friedlander (2 episodi, 1994), interpretata da Susan Blakely.
- John Fulton (2 episodi, 1994), interpretato da Richard Gilliland.
- Martin Fox (2 episodi, 1994), interpretato da Anthony Heald.
- Rita Flint (2 episodi, 1994), interpretata da Mary Kane.
- Donald Flint (2 episodi, 1994), interpretato da Ted Roisum.
- Roger Garfield (2 episodi, 1994), interpretato da Forry Smith.
- Giudice Howard Friedlander (2 episodi, 1994), interpretato da Anthony Zerbe.
- Lily Cassins (2 episodi, 1995), interpretata da Grace Zabriskie.
- detective Costa "Doc" Papadakis (1 episodio, 1994-1995), interpretato da Anthony DeSando.

## Produzione
La serie, ideata da Jacqueline Zambrano, fu prodotta da Lakeside Productions e girata a Portland nell'Oregon. Le musiche furono composte da Joseph Vitarelli.

### Registi
Tra i registi della serie sono accreditati:
- Vern Gillum
- Robert Lieberman

## Distribuzione
La serie fu trasmessa negli Stati Uniti dal 16 settembre 1994 al 10 marzo 1995 sulla rete televisiva CBS. In Italia è stata trasmessa su Canale 5 con il titolo Sotto inchiesta.
Alcune delle uscite internazionali sono state:
- negli Stati Uniti il 16 settembre 1994 (Under Suspicion)
- in Svezia l'11 giugno 2000
- in Francia (Au coeur de l'enquête)
- in Germania (Unter Verdacht - Der korrupte Polizist)
- in Italia (Sotto inchiesta)

## Episodi
| Stagione       | Episodi | Prima TV USA |
| -------------- | ------- | ------------ |
| Prima stagione | 18      | 1994-1995    |